# Rediu (gmina Ruginoasa)
Rediu – wieś w Rumunii, w okręgu Jassy, w gminie Ruginoasa. W 2011 roku liczyła 1261 mieszkańców.